# Vorra
Vorra ist eine Gemeinde im Landkreis Nürnberger Land (Mittelfranken). Die Gemeinde ist Mitglied der Verwaltungsgemeinschaft Velden.

## Geographie

### Geographische Lage
Vorra liegt im Pegnitztal in der Hersbrucker Schweiz; 32 km nordöstlich von Nürnberg und 7 km nordöstlich Hersbruck.

### Nachbargemeinden/-orte
- Hirschbach
- Hartenstein
- Pommelsbrunn
- Hersbruck
- Kirchensittenbach

### Gemeindegliederung

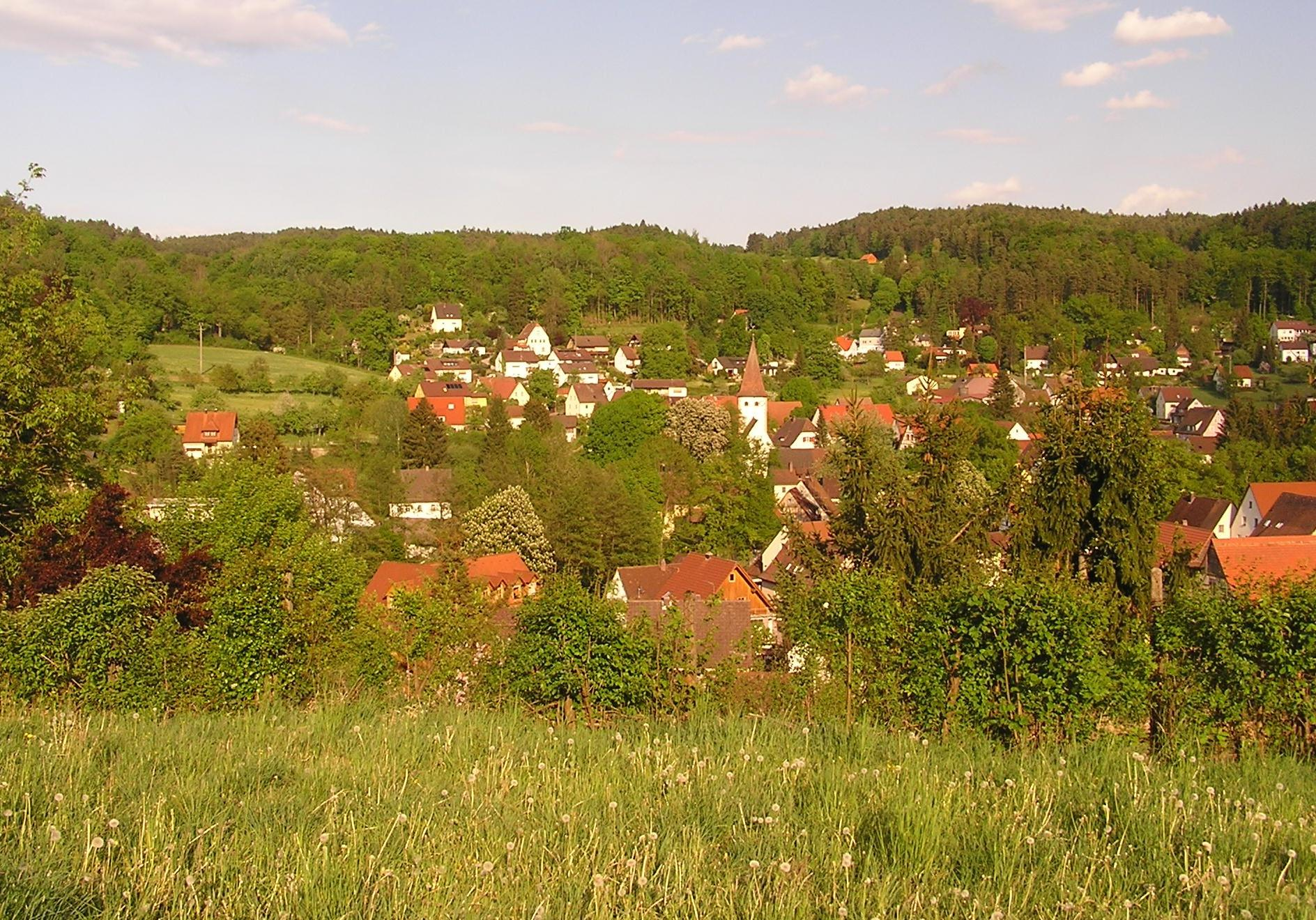
Vorra in der Hersbrucker Schweiz

Die Gemeinde hat vier Gemeindeteile (in Klammern ist der Siedlungstyp angegeben):
- Alfalter (Kirchdorf)
- Artelshofen (Pfarrdorf)
- Düsselbach (Dorf)
- Vorra (Pfarrdorf)

Es gibt auf dem Gemeindegebiet die Gemarkungen Alfalter, Artelshofen und Vorra. Die Gemarkung Vorra hat eine Fläche von 9,271 km2. Sie ist in 2373 Flurstücke aufgeteilt, die eine durchschnittliche Flurstücksfläche von 3907 m2 haben.

## Geschichte

### Erste Erwähnung
Der Ort Vorra wurde erstmals im Jahr 1011 unter dem Namen Forehun urkundlich erwähnt.
Die Reichsstadt Nürnberg erwarb 1504 die Landesherrschaft über Alfalter und besaß auch Teile der Hofmark Vorra. Die Nürnberger Patrizierfamilie Tetzel erwarb 1597 Vorra und errichtete dort 1602 ein Schloss. 1806 kam der Ort zum Königreich Bayern. 1818 entstand mit dem Bayerischen Gemeindeedikt die Gemeinde Vorra als Selbstverwaltungskörperschaft.

### Eingemeindungen
Im Zuge der Gebietsreform in Bayern wurden am 1. Januar 1972 die Gemeinden Alfalter und Artelshofen eingegliedert.

### Brand-Anschlag 2014
Vorra geriet bundesweit in die Schlagzeilen, als am 11. Dezember 2014 gegen 22.45 Uhr drei als Asylbewerberunterkünfte geplante Gebäude in Brand gesetzt wurde: ein Gasthof, eine Scheune und ein Wohnhaus. Die Unterkünfte waren noch nicht bewohnt. 150 Feuerwehrleute waren im Einsatz, einer wurde bei den Löscharbeiten verletzt. Der Fall wurde anfangs aufgrund von Indizien als Anschlag auf ein Asylbewerberheim gewertet, dann jedoch der Wirtschaftskriminalität zugeordnet.
Trotz Hakenkreuz und ausländerfeindlicher Parole auf einem der Gebäude bestreiten die Ermittler einen fremdenfeindlichen Hintergrund für die Tat. Vielmehr hätten „wirtschaftliche Erwägungen“ eine Rolle gespielt, teilte die Nürnberger Polizei am 23. Juni 2016 mit. Bei dem Brandanschlag habe „die Sanierung des Gasthofs“ eine Rolle gespielt. Nach aktuellen Medienberichten soll einer der Tatverdächtigen der Inhaber der Baufirma sein, die zum Zeitpunkt des Anschlages dort tätig war. Der Verdächtige soll versucht haben mit der Brandstiftung Baumängel zu vertuschen.
Die Anschuldigungen wurden jedoch als nicht haltbar eingestuft, weshalb ein Hauptverfahren nicht eröffnet wurde und so der Fall als nicht aufgeklärt gilt.
Etwa ein Jahr nach dem Brandanschlag zogen die ersten Flüchtlinge in die wiederhergestellten Gebäude ein.

## Politik

### Gemeinderat
Der Gemeinderat von Vorra setzt sich aus zwölf Gemeinderäten und dem Ersten Bürgermeister zusammen.
|      | CSU | SPD | FWG | Unabhängige Liste | Liste der Gemeinde | Gesamt   |
| 2020 | 5   | 5   | 2   |                   |                    | 12 Sitze |
| 2014 | 4   | 5   | 1   | 2                 |                    | 12 Sitze |
| 2008 | 4   | 5   | 1   | 2                 |                    | 12 Sitze |
| 2002 | 4   | 4   | 2   |                   | 2                  | 12 Sitze |

(Stand: Kommunalwahl am 15. März 2020)

### Bürgermeister
Erster Bürgermeister ist seit April 2023 Bernd Müller (CSU).

### Wappen
| | Blasonierung: „Durch eine gesenkte, eingeschweifte silberne Spitze, darin ein schwarzer Holzschuh mit rotem Innenfutter und silbernen Leisten, gespalten von Gold und Rot; vorne ein rot bewehrter und rot bezungter halber Adlerrumpf am Spalt, hinten eine steigende, herschauende, rot bezungte silberne Katze.“ |
| Wappenbegründung: Die Gemeinde Vorra besteht seit 1972 aus den Gemeinden Alfalter, Artelshofen und Vorra. Das Wappen geht auf die Geschichte dieser drei Orte ein. Der Adler stellt den Reichsadler dar und ist dem Wappen der Reichsstadt Nürnberg entnommen, die 1504 Alfalter erwarb und auch Teile der Hofmark Vorra besaß. Die Katze ist aus dem Wappen der Nürnberger Patrizierfamilie Tetzel, die 1597 Vorra erwarb und dort 1602 ein Schloss errichtete. Darüber hinaus ist diese Familie im gesamten Gemeindegebiet als Orts- und Grundherr nachweisbar. Der Holzschuh repräsentiert den Ort Artelshofen. Die Figur stammt aus dem Wappen der Familie Holzschuher, die seit 1531 im Besitz des Artelshofer Schlosses war und bereits um 1531 als Schlossherren belegt ist. | |

## Bauwerke

### Marienkirche

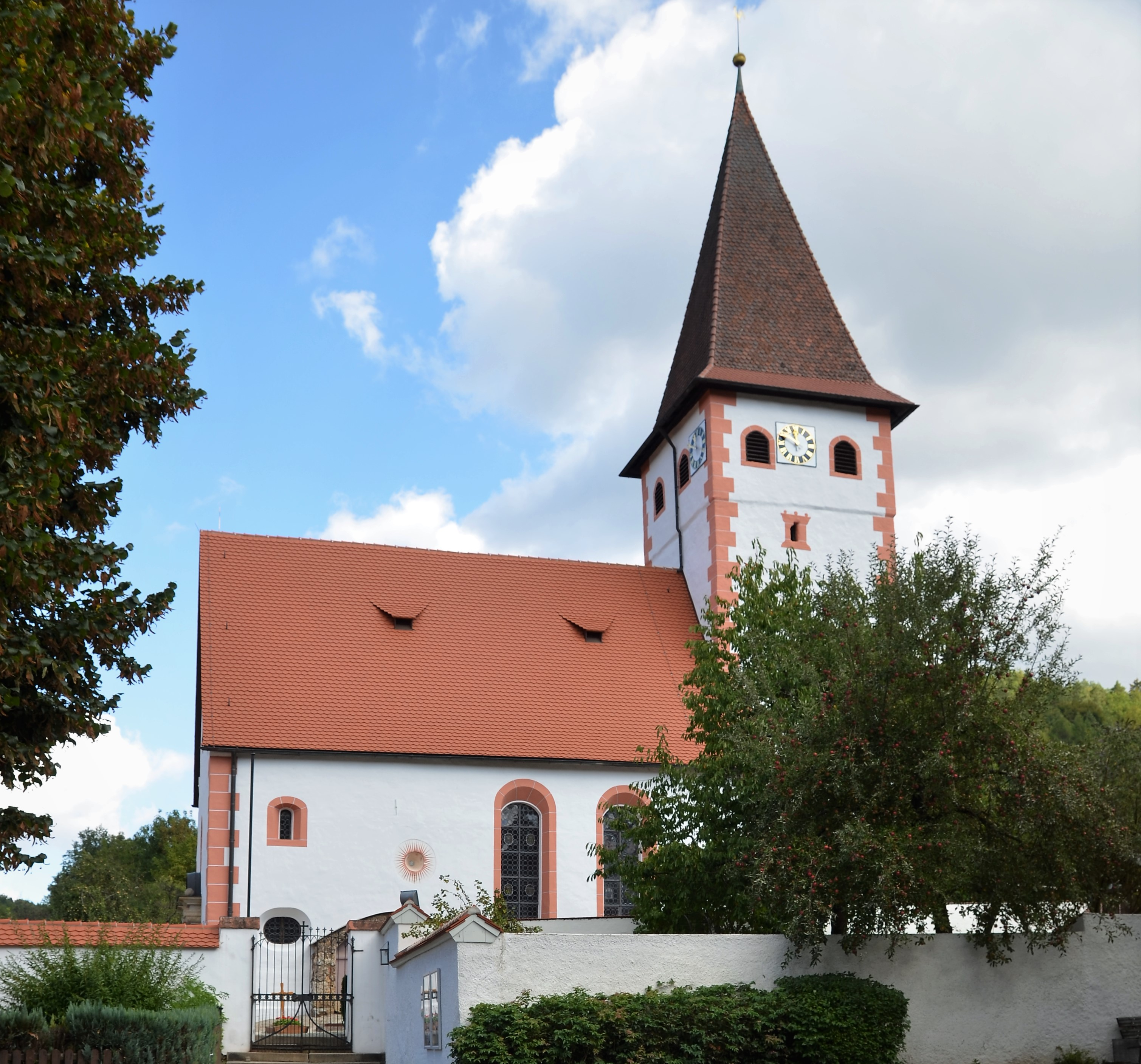
Marienkirche in Vorra

Auf das hohe Alter der Marienkirche weist ihr Bautyp als Chorturmkirche hin. Der quadratische Chorraum im Erdgeschoss des Turmes birgt eine bemerkenswerte romanische Säulengruppe, die wohl um das Jahr 1200 datiert. Zwei volle und zwei halbe Säulen bilden drei Bogen, deren mittlerer einen profilierten Dreipass aufweist. Ursprünglich frei sichtbar, wird dieses Ensemble heute durch den barocken Altar verdeckt, sodass man direkt davor treten muss, um es betrachten zu können. Die romanischen Fresken fielen einer Renovierung zum Opfer.
Der Altaraufsatz birgt eine schöne Pietà aus dem 15. Jahrhundert und Figuren von Johannes dem Täufer und dem Heiligen Laurentius. Das von feiner Stuckzier umfasste Deckengemälde von Johann Christoph Reich im Tonnengewölbe des Langhauses von 1738/39 stellt die Heilige Dreifaltigkeit, umrahmt von 14 Engeln, dar.
Erwähnenswert sind auch die Reiterstühle auf den beiden Emporen und das Sonnenloch, eine Sonnenuhr für den Innenraum, hinter dem Herrschaftschörlein. Die Kirche ist in der Regel täglich von 10 bis 17 Uhr geöffnet.

### Kriegerdenkmal
Der Nürnberger Bildhauer Emanuel Kittler schuf das Kriegerdenkmal für die Gefallenen des Ersten Weltkrieges.

### Altes Schloss

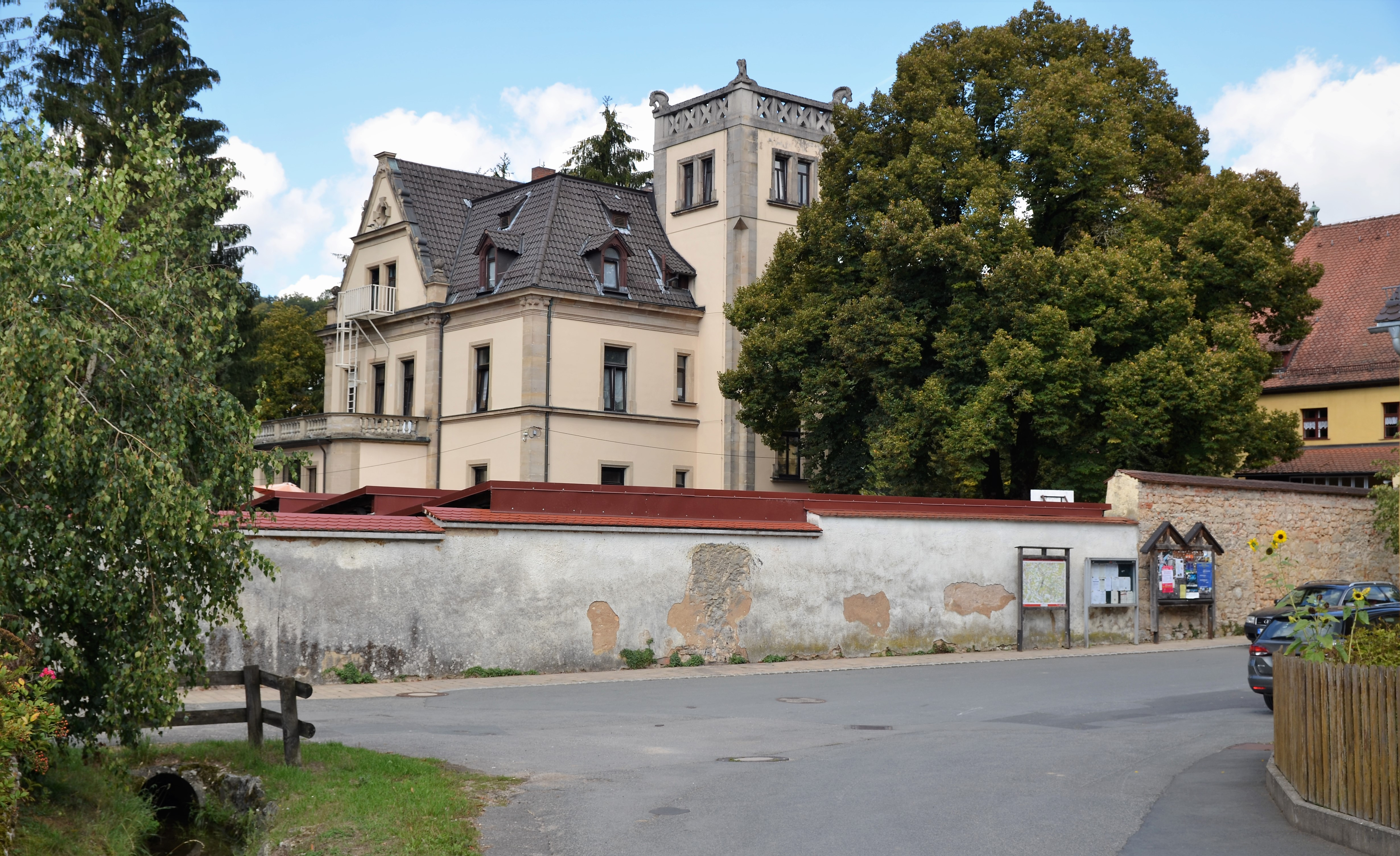
Altes Schloss in Vorra

Das Vorraer Schloss mit seinem prächtigen Park in der Ortsmitte an der Pegnitz ist kaum hundert Jahre alt und entspricht nicht den Vorstellungen von mittelalterlichen Burgen und Patrizierschlössern. In der kurzen Zeit hatte es zahlreiche Besitzer. Seine Ursprünge gehen allerdings auf das Jahr 1601 zurück. Wie in der Vorraer Chronik vermerkt, kaufte zu Beginn des 17. Jahrhunderts der Nürnberger Patrizier und Vorraer Gutsherr Carl von Tetzel im Ort ein Bauernhaus und eine Reihe größerer Grundstücke. Das Haus ließ er zu einem stattlichen hochgiebeligen Gebäude ausbauen. Es brannte im Jahre 1780 bei einer Feuersbrunst, die nahezu das ganze Dorf zerstörte, samt Nebengebäuden ab.
Die damaligen Herren von Scheurl errichteten an der Nordostecke der Besitzung einen Neubau, der noch steht und als Nebengebäude vom Schullandheimwerk genutzt wird. Erst im Jahre 1890 begann der neue Besitzer, Freiherr von Soden, mit dem Bau des heutigen Schlosses, wobei man zunächst verschiedene Gebäude abriss. Wegen des weichen, kaum tragfähigen Bodens nahe der Pegnitz gab es während des Baus große Probleme, das Mauerwerk bekam Risse und Teile des noch unfertigen Turms stürzten ein. Dennoch konnte der Bau 1891 vollendet und der Schlosspark neu angelegt werden. Partien des Baumbestandes stammen aus dieser Zeit.
1920 wurde der Besitz an den aus Württemberg stammenden Freiherr von Ellrichshausen verkauft, der 1922 den Turmhelm abtragen und als Abschluss einige seltsame Tiergestalten an den vier Ecken anbringen ließ. Nach seinem Tod ging das Schloss 1941 in den Besitz der Deutschen Arbeitsfront über, die eine Gauschule einrichtete.
1945 besetzten die Amerikaner das Anwesen. Nach deren Abzug im Herbst des gleichen Jahres pachtete Baroness von Löffelholz das Schloss zur Errichtung einer Oberschule mit Internat. Ab 1953 stand es leer und im Herbst 1955 übernahm das Schullandheimwerk Mittelfranken e. V. die Gebäude und gestaltete sie für seine Zwecke um.

### Bau- und Bodendenkmäler

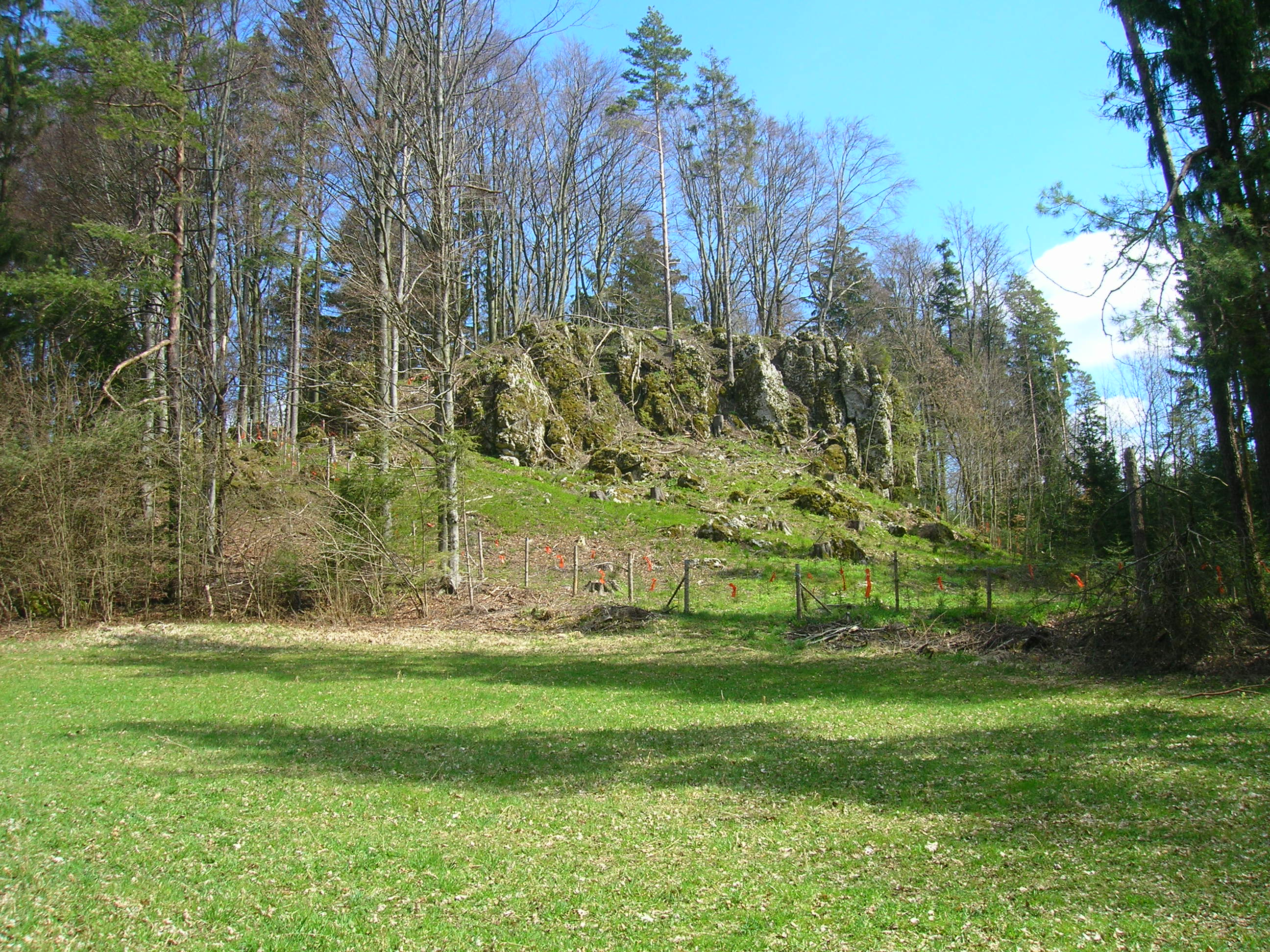
Der Burgstall „Altes Schloss“, eines der 20 Bodendenkmäler auf dem Gemeindegebiet von Vorra

## Wirtschaft und Infrastruktur

### Verkehr
Vorra liegt an der Staatsstraße 2162. Die Bundesstraße 14 und die Bundesautobahn 9 verlaufen in ca. 10–15 km Entfernung.
Der Bahnhof Vorra liegt an der Bahnstrecke Nürnberg–Cheb. Er wird stündlich von Regionalbahnzügen der Linie Nürnberg – Neuhaus an der Pegnitz bedient.

## Söhne und Töchter der Gemeinde
- Johann Friedrich Stoy (1700–1760), evangelischer Theologe
- Johann Karl Osterhausen (1765–1839), geboren in Artelshofen, Mediziner in Nürnberg
- Hans Vogel (1881–1945), Politiker, Vorsitzender der SPD
- Theobald Fuchs (* 1969), geboren in Artelshofen, Physiker und Schriftsteller